# Яковенко, Сергей Александрович (учёный)
Сергей Александрович Яковенко (род. 16 января 1967, Москва, СССР) — российский учёный биофизик и эмбриолог, популяризатор науки. Кандидат физико-математических наук, доцент кафедры биофизики МГУ им. М.В. Ломоносова, автор 152 научных работ и 8 изобретений, применяющихся во вспомогательных репродуктивных технологиях (ВРТ).

## Биография
Родился 16 января 1967 года в Москве.

### Образование и карьера
Окончил в 1990 году физический факультет МГУ им. М.В. Ломоносова, после выпуска назначен старшим научным сотрудником кафедры биофизики. В 1995 году защитил кандидатскую диссертацию на тему «Монослои и пленки Ленгмюра-Блоджетт стеариновой кислоты, содержащие кластеры». С 2002 года является генеральным директором и руководителем эмбриологической лаборатории клиники Альтравита ООО «ЭКО центр», через год назначен научным консультантом американской биотехнологической компании Infigene, Inc., (город Дефорест, штат Висконсин). С 2007 года — вице-президент некоммерческой ассоциации российских клиник ЭКО.
Профессионально занимается эмбриологией (вопросами культивирования эмбрионов), Теорией Решения Изобретательских Задач (ТРИЗ).

### Научные достижения
- В 1996 году совместно с С. П. Губиным, В. В. Колесовым, Е. С. Солдатовым, А. С. Трифоновым, В. В. Ханиным и Г. Б. Хомутовым создал первый в мире одноэлектронный транзистор (одноэлектронный молекулярный нанокластерный транзистор, работающий при комнатной температуре)[4].
- В 2014 году получил патент на способ витальной иммобилизации сперматозоидов человека и животных[5], а также разработал инновационную методику, которая позволяет установить причины нарушения оплодотворения и нормального развития оплодотворенной яйцеклетки — НАСУМ (NASUM, Native Assessment of Sperm Ultramorphology)[6].
- В 2016 году им был разработан метод, позволяющий приблизить культивирование эмбрионов к более физиологичным условиям[7]
- В 2018 году разработал метод по омоложению яйцеклеток с использованием донорских митохондрий[8].
- В 2018 году разработал технологию по культивированию эмбрионов в звуковой среде[9]

### Членство в профессиональных организациях
- Российская ассоциация репродукции человека (РАРЧ)
- Американское общество репродуктивной медицины[англ.] (ASRM)
- Европейское общество репродукции человека и эмбриологии[англ.] (ESHRE)
- Некоммерческая ассоциации российских клиник ЭКО

## Публикации
- С. А. Яковенко, Е. М. Яковенко. Бесплодие. Что вы должны знать, чтобы стать родителями. — Москва: Издательство ЛКИ, 2008. — 304 с. — 10 000 экз. — ISBN 978-5-382-00741-0.
- С. А. Яковенко, Н. В. Андронова, Н. В. Зарецкая, З. С. Ходжаева, О. Б. Доронина, О. С. Быковская, Б. К. Рутман, Е. В. Юткин. Роль предимплантационной генетической диагностики в снижении риска репродуктивных потерь у носителей сбалансированных хромосомных перестроек // Акушерство и гинекология. — 2013. — № 1. — С. 52—56.
- С. А. Яковенко. Влияние температуры хранения и условий криоконсервации на степень фрагментации ДНК сперматозоидов человека // Наука. — 2016. — № 2. — С. 316—320.
- С. А. Яковенко, В. П. Апрышко. Оценка эффективности программ ВРТ: есть ли необходимость применения отдельных сред для эмбрионов разных стадий развития? // Проблемы репродукции. — 2016. — № 5. — С. 56—60.
- С. А. Яковенко, Е. М. Яковенко. Экстракорпоральное оплодотворение (ЭКО) и другие методы преодоления бесплодия. — Казань: ПИК «Идел-Пресс», 2017. — 280 с. — 25 000 экз. — ISBN 978-5-85247-376-9.
- С. А. Яковенко, Я. В. Бозина, В. П. Апрышко, А. Л. Страшнова, А. А. Мухортова, А. И. Болт, А. А. Бирюков, Н. С. Воронич, К. В. Кириенко. Проблема контаминации плесневелыми грибами инкубаторов в ЭКО лаборатории: определение контаминирующего агента и разработка рутинного алгоритма обработки СО2 - инкубаторов. — Успехи медицинской микологии. — 2017. — Т. 17. — С. 237—243.